# Fourneaux-le-Val
Fourneaux-le-Val är en kommun i departementet Calvados i regionen Normandie i norra Frankrike. Kommunen ligger i kantonen Falaise-Nord som ligger i arrondissementet Caen. År 2022 hade Fourneaux-le-Val 154 invånare.

## Befolkningsutveckling
Antalet invånare i kommunen Fourneaux-le-Val
Referens: INSEE